# 意大利社会党 (2007年)
意大利社会党（義大利語：Partito Socialista Italiano，缩写为PSI）是意大利的一个社会民主主义政党。该党成立于2007年10月5日，由意大利民主社会主义者和其他几个小党合并而成。该党的政治立场是中间偏左。该党的书记是Riccardo Nencini，主席是Carlo Vizzini。该党的总部位于罗马。该党出版《前进报》。该党是社会党国际和欧洲社会党的成员。